# Andesite
L'andesite è una roccia ignea effusiva di chimismo intermedio (SiO2 tra 52% e 65% in peso), da leggermente sovrassatura a leggermente sottosatura in silice, costituita prevalentemente da plagioclasio e pirosseni  ± orneblenda. Solitamente la struttura è isotropa ma talora con orientamento preferenziale dei cristalli di plagioclasio per flusso nel magma ancora liquido (struttura fluidale).  La tessitura varia da afanitica a vitrofirica a porfirica, il colore da grigio chiaro a grigio scuro. 
L'andesite è considerata il corrispondente effusivo della diorite e della monzodiorite.

## Origine del nome
Il nome deriva dalla catena delle Ande, in Sudamerica, dove queste rocce sono diffuse e fu utilizzato per la prima volta da Leopold von Buch nel 1835 per descrivere un gruppo di rocce affioranti su questa catena in Bolivia e Cile. Caduto poi in disuso, questo nome venne di nuovo introdotto nella scienza da J. Roth (1861) per indicare le rocce vulcaniche più recenti, caratterizzate dall'associazione dei minerali oligoclasio-anfibolo od oligoclasio-augite.

## Criteri classificativi

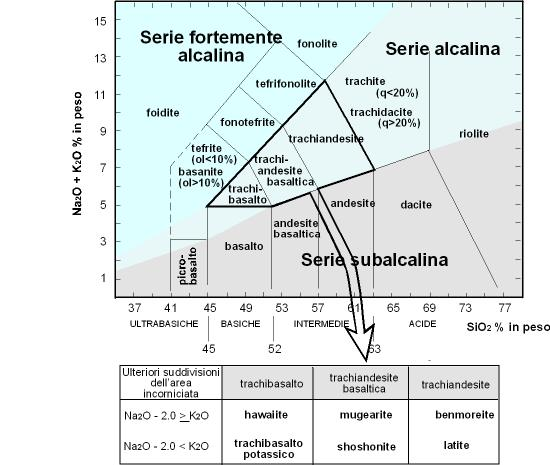
Fig. 1. Classificazione chimica dell'andesite secondo il diagramma TAS

L'andesite, essendo l'equivalente effusivo della diorite e della monzodiorite, si colloca nei campi 9 e 10 del diagramma QAPF, assieme ai basalti. L'elemento discriminante tra andesiti e basalti dovrebbe essere Il plagioclasio, che nelle andesiti ha anortite < 50% e nei basalti > 50%. Tuttavia non poche andesiti contengono fenocristalli di labradorite o bytownite, per cui, secondo le indicazioni di Streckeisen (1978), è meglio usare come discriminante la quantità di SiO2 (andesite >52%; basalto <52%) associata all'indice di colore (andesite <35% in volume; basalto >35%).

Di solito le andesiti sono completamente o quasi olocristalline, ma per le varietà contenenti vetro occorre utilizzare l'analisi chimica, calcolare la norma e usare la classificazione TAS (fig. 1).

## Composizione mineralogica
Il plagioclasio è la fase più abbondante nelle andesiti. Si presenta in fenocristalli e nella pasta di fondo, con strutture interne estremamente variabili. Solitamente nei fenocristalli è zonato, ma in forme diverse: ad un nucleo omogeneo ricco in calcio (labradorite-bitownite), segue una zonatura a volte normale (Ca→Na), a volte inversa (Na→Ca), a volte oscillatoria, e termina con un sottile bordo (<20 µm) più calcico, con la composizione dei microliti della pasta di fondo (fig. 2). In alcuni casi vi sono bruschi cambiamenti composizionali non oscillatori, con variazioni di composizione dal 10 al 30% molare di anortite. Il normale pirosseno è un'augite, presente sia in fenocristalli che nella pasta di fondo. L' ortopirosseno è comune in molte andesiti e andesiti basaltiche; la sua presenza coincide con la riduzione dell'olivina. L'anfibolo, se presente, compare solo in fenocristalli ed è un'orneblenda; può cristallizzare, secondo studi sperimentali, solo se il magma andesitico contiene almeno il 3% di acqua, un alto contenuto in alcali e un alto rapporto Fe2O3/FeO. Caratteristica dei fenocristalli di orneblenda è la presenza di golfi di riassorbimento e/o orli scuri, detti opacitici, causati dalla liberazione dei volatili contenuti nella struttura cristallina per effetto della decompressione. Altri minerali che possono essere presenti sono: biotite, K-feldspato e quarzo. L'olivina è presente in quantità ridotte nelle andesiti più povere in silice e nelle andesiti basaltiche. Eventuali accessori sono: apatite, zircone, magnetite, granato, titanite.

## Composizione chimica e norma

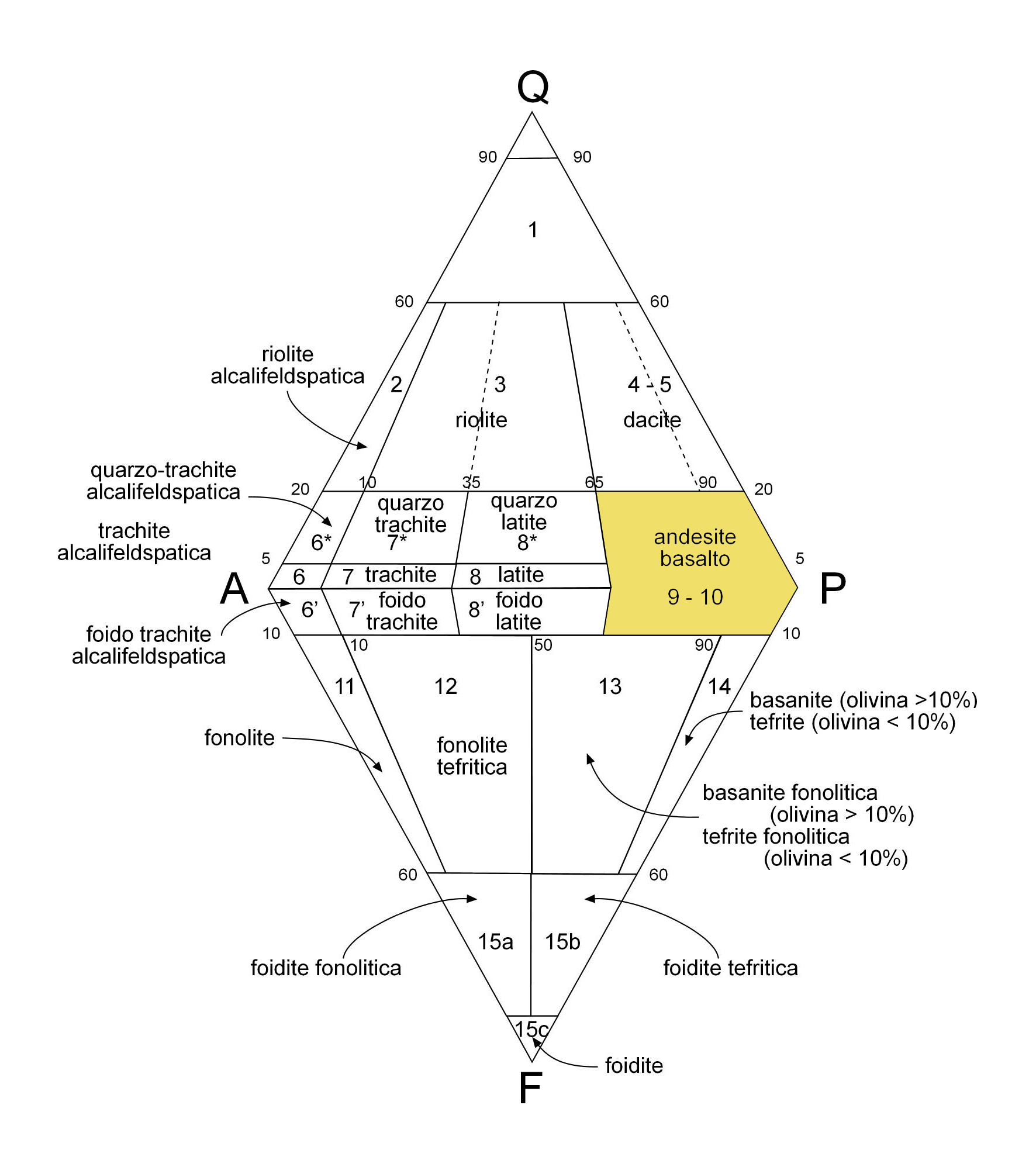
Posizione delle andesiti nel doppio triangolo QAPF

|       | % in peso |
| ----- | --------- |
| SiO2  | 58,70     |
| TiO2  | 0,88      |
| Al2O3 | 17,24     |
| Fe2O3 | 3,31      |
| FeO   | 4,09      |
| MnO   | 0,14      |
| MgO   | 3,37      |
| CaO   | 6,88      |
| Na2O  | 3,53      |
| K2O   | 1,64      |
| P2O5  | 0,21      |

|            | % in peso |
| ---------- | --------- |
| Quarzo     | 12,37     |
| Ortoclasio | 9,60      |
| Albite     | 29,44     |
| Anortite   | 26,02     |
| Diopside   | 4,84      |
| Iperstene  | 9,49      |
| Magnetite  | 4,74      |
| Ilmenite   | 1,65      |
| Apatite    | 0,50      |

## Forme strutturali ed edifici eruttivi
I magmi andesitici hanno una viscosità intermedia tra quella dei basalti e quella delle rioliti, quindi possono generare colate laviche con temperature tra 900 e 1100 °C, che si estendono anche per diversi km di distanza dalla bocca eruttiva. Tuttavia il tipico edificio eruttivo delle andesiti è il cosiddetto stratovulcano, i cui ripidi pendii sono caratterizzati da alternanze di lave e depositi piroclastici, a loro volta determinate da alternanze di eruzioni di tipo effusivo e moderatamente esplosivo. L'andesite può anche dare origine a duomi o cupole di ristagno. Quindi, come altre rocce vulcaniche, anche le rocce di composizione andesitica hanno diverse forme strutturali, presentandosi come lave compatte, tufi andesitici, brecce andesitiche, ossidiane andesitiche (vetro compatto) e scorie andesitiche (vetro vescicolare), mentre le ignimbriti andesitiche, pur presenti, sono piuttosto rare.

## Ambiente geodinamico e origine dei magmi andesitici
Mentre i basalti sono le rocce tipiche delle dorsali oceaniche, del pavimento oceanico, delle isole vulcaniche su punti caldi e dei plateau all'interno dei continenti, le andesiti sono per eccellenza le rocce vulcaniche che caratterizzano gli archi vulcanici nelle zone di subduzione, siano essi di tipo insulare o continentale. 
Rocce con lo stesso contenuto di silice delle andesiti di arco si trovano in quasi tutti gli ambienti geodinamici, ma differiscono dalle andesiti d'arco per aspetti chimici: minore alluminio e maggiore ferro nelle icelanditi dell'Islanda e più alto contenuto in alcali nelle benmoreiti.

La composizione chimica media delle rocce intrusive e metamorfiche della crosta continentale è simile a quella delle andesiti, per cui si pensa che il magmatismo andesitico abbia avuto e stia avendo un ruolo fondamentale nella formazione ed evoluzione della crosta continentale. Brown and Musset (1981) hanno evidenziato che il tasso di crescita della crosta continentale è di circa 0,5 km³/anno e che la maggior parte del materiale prodotto è di composizione andesitica.
Circa la genesi delle andesiti ci sono tre possibilità:
- Cristallizzazione frazionata di basalti: nelle zone di subduzione l'acqua presente nei sedimenti e nei minerali idrati della placca oceanica subducente viene liberata nel cuneo di mantello soprastante, abbassando di oltre 200 °C la temperatura di fusione delle peridotiti lherzolitiche. La fusione parziale genera magmi basaltici che, se ristagnano a lungo in una camera magmatica, diventano andesitici essenzialmente per cristallizzazione frazionata dell'olivina, che si separa per gravità dal fuso soprastante.
- Mixing magmatico: Un'altra via di formazione di andesiti è per mixing di magma basaltico con magma riolitico. Questo accade in archi continentali come le Ande, dove l'alto gradiente geotermico può causare la fusione di crosta con composizione intermedia o felsica. Il magma basaltico che intrude in queste zone può quindi mescolarsi ed arrivare ad avere composizione che va da andesitica a trachitica oppure può essere il magma basaltico stesso che risalendo causa fusione parziale delle rocce in cui intrude, aggiungendo così alla sua composizione minerali più bassofondenti.
- Magma primario: esperimenti di fusione parziale condotti su una lherzolite naturale a spinello in condizioni di sottosaturazione e saturazione in acqua a 1 GPa di pressione, condizioni appropriate ad un cuneo di mantello al di sopra di una zona di subduzione, hanno prodotto fusi di andesite basaltica e andesite a 1000-1050 °C e di basalto sopra i 1100 °C, i primi contenenti più del 3% di H2O. Ciò dimostra la possibilità che un'andesite ricca in magnesio si possa formare direttamente dalla fusione parziale del mantello superiore idrato ad una temperatura relativamente bassa (Hirose, 1997)[7].

## Distribuzione
Le andesiti sono rocce notevolmente diffuse, associate a ben 422 dei 721 vulcani attivi sulla terra.
In Italia:
- Base del complesso inferiore della Piattaforma Porfirica Atesina (Trentino-Alto Adige, tra Trento e Merano), Permiano[8].
- Colli Euganei (Monte Sieva presso Battaglia Terme). Eocene[2].
- Isola di Capraia (7,6-4,6 Ma): stratovulcano con andesiti ricche in K[9]
- Monte Pollino: tufi[2]
- Sardegna:
  - Planargia (Montrestas, Tresnuraghes); Oristanese (Bauladu); Marmilla (Ales); Sulcis (Narcao e Sant'Antioco). Andesiti e andesiti basaltiche in colate e cupole di ristagno. Miocene inferiore[10].
  - Montiferru; Campeda; Baronie (Orosei); Marmilla (Monte Arci). Pliocene-Pleistocene (0,14-5,3 Ma)[10].
- Isole Eolie[9]
  - Isola di Salina (430.000 a 13.000 anni), stratovulcano di andesiti e basalti
  - Isola di Lipari (580.000 a 220.000 anni), stratovulcano multicentro con andesiti quarzifere e basaltiche
  - Isola di Alicudi (60.000 a 28.000 anni), stratovulcano con duomi e colate di lava
  - Isola di Filicudi (400.000 a 40.000 anni), coni di andesiti quarzifere (colate, duomi e piroclastiti)
- Sicilia[9]: Monti Iblei (7-1,5 Ma), andesiti basaltiche

Alcuni esempi nel mondo (impossibile elencare tutte le località, data la grande diffusione):
- Isola di Santorini (Grecia )
- Transilvania (Romania)
- Slovacchia
- Moravia (Repubblica Ceca)
- Numerosi vulcani degli Stati Uniti (California, Oregon, Nevada, ecc.), dell'America Centrale e Meridionale e del Giappone